# Terra (Zypern)
Terra (griechisch Τέρα (f. sg.), türkisch Tera oder Çakırlar) ist eine Gemeinde im Bezirk Paphos in der Republik Zypern. Bei der Volkszählung im Jahr 2021 hatte sie 18 Einwohner.

## Name
Der Ortsname leitet sich wahrscheinlich vom Wort terra ab, was auf Lateinisch „Land“ bedeutet, und scheint während der fränkischen Zeit entstanden zu sein. Im Jahr 1958 nahmen die Zyperntürken den alternativen Namen Çakırlar an, was übersetzt „blauäugige Personen“, „getrenntes Land“ oder „gebrochener Boden“ bedeutet.
Auf alten Karten (wie der von Abraham Ortelius aus 1573) ist in der Gegend jedoch eine Siedlung mit dem Namen Ferra eingezeichnet, bei der es sich offenbar um Terra handelt.

## Lage und Umgebung

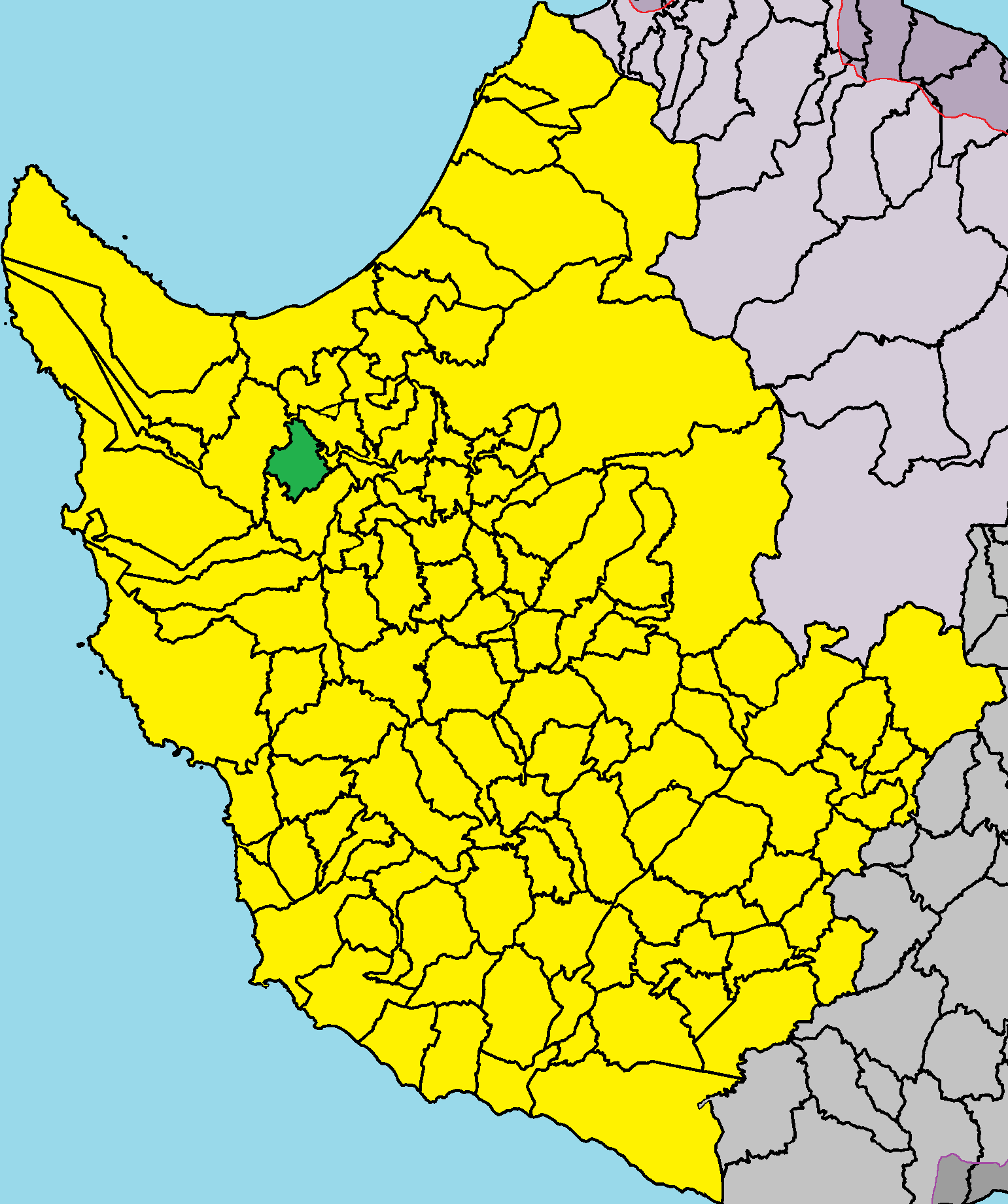
Lage im Bezirk Paphos

Terra liegt im Westen der Mittelmeerinsel Zypern auf einer Höhe von etwa 365 Metern, etwa 32 Kilometer nördlich von Paphos, 94 Kilometer nordwestlich von Limassol und 178 Kilometer westlich von Nikosia. Das 6,59274 Quadratkilometer große Dorf grenzt im Nordosten an Goudi, im Osten an Choli, im Süden an Kritou Tera und im Westen und Nordwesten an Drousia. Das Dorf kann über die Straße F709 erreicht werden.
Die durchschnittliche jährliche Niederschlagsmenge beträgt etwa 600 Millimeter. Geologisch betrachtet wird das Gemeindegebiet von den Ablagerungen der Athalassa-Formation (Kalksandsteine und Sande), den Ablagerungen der Lefkara-Formation (Kreiden, Mergel und Keratolithe), dem Schwemmland der Terrassen und den Ablagerungen der Mamonion-Formation dominiert.

## Geschichte
Im Bereich von Terra gibt es eine archäologische Stätte aus prähistorischer Zeit. Es wurde auch ein römisches Straßenschild gefunden, welches beweist, dass eine römische Straße (offenbar die Straße Paphos–Arsinois) durch das Dorf führte. Östlich von Terra befindet sich ein verlassener Ort mit der halb zerstörten mittelalterlichen Kirche Agia Aikaterini.

### Bevölkerungsentwicklung
Während der interkommunalen Kämpfe von 1963 bis 1964 wurde niemand aus Terra vertrieben. Allerdings nahm das Dorf im Januar 1964 einige vertriebene Zyperntürken auf, hauptsächlich aus Kritou Tera.
Terra war vor dem Einmarsch der türkischen Streitkräfte von Zyperntürken bewohnt. Im Dorf lebten vor 1974 keine Zyperngriechen. Am 22. Juli 1974 ergab sich das Dorf den zyperngriechischen Streitkräften, nachdem der türkische Sektor von Polis dasselbe getan hatte. Nachdem jedoch im August desselben Jahres ein Waffenstillstand erklärt worden war, flohen viele Kämpfer und Bewohner aus dem Dorf und zogen über die Berge in den Norden der Insel, der inzwischen unter türkischer Kontrolle stand. Die 192 in Tera verbliebenen Personen wurden am 12. August 1975 unter UNFICYP-Eskorte nach Norden evakuiert.
Die folgende Tabelle zeigt die Bevölkerung des Dorfes, wie sie in den in Zypern durchgeführten Volkszählungen erfasst wurde.
| Jahr      | 1881 | 1891 | 1901 | 1911 | 1921 | 1931 | 1946 | 1960 | 1973 | 1976 | 1982 | 1992 | 2001 | 2011 | 2021 |
| Einwohner | 300  | 324  | 332  | 330  | 341  | 262  | 296  | 252  | 329  | 24   | 17   | 11   | 19   | 36   | 18   |